# Barges (Costa d'Or)
Barges és un municipi francès, situat al departament de la Costa d'Or i a la regió de Borgonya - Franc Comtat. L'any 2007 tenia 441 habitants.

## Demografia

### Població
El 2007 la població de fet de Barges era de 441 persones. Hi havia 164 famílies, de les quals 20 eren unipersonals (12 homes vivint sols i 8 dones vivint soles), 66 parelles sense fills, 74 parelles amb fills i 4 famílies monoparentals amb fills.
La població ha evolucionat segons el següent gràfic:
Habitants censats

### Habitatges
El 2007 hi havia 168 habitatges, 163 eren l'habitatge principal de la família, 2 eren segones residències i 2 estaven desocupats. 165 eren cases i 3 eren apartaments. Dels 163 habitatges principals, 153 estaven ocupats pels seus propietaris, 9 estaven llogats i ocupats pels llogaters i 1 estava cedit a títol gratuït; 2 tenien dues cambres, 9 en tenien tres, 45 en tenien quatre i 108 en tenien cinc o més. 134 habitatges disposaven pel capbaix d'una plaça de pàrquing. A 42 habitatges hi havia un automòbil i a 114 n'hi havia dos o més.

### Piràmide de població
La piràmide de població per edats i sexe el 2009 era:
| Homes | Edats   | Dones |
| ----- | ------- | ----- |
| 0     | 95 o +  | 0     |
| 0     | 90 a 94 | 0     |
| 0     | 85 a 89 | 0     |
| 0     | 80 a 84 | 0     |
| 8     | 75 a 79 | 0     |
| 0     | 70 a 74 | 4     |
| 4     | 65 a 69 | 4     |
| 4     | 60 a 64 | 4     |
| 12    | 55 a 59 | 16    |
| 20    | 50 a 54 | 8     |
| 24    | 45 a 49 | 28    |
| 12    | 40 a 44 | 16    |
| 12    | 35 a 39 | 4     |
| 16    | 30 a 34 | 16    |
| 8     | 25 a 29 | 8     |
| 16    | 20 a 24 | 16    |
| 8     | 15 a 19 | 20    |
| 12    | 10 a 14 | 8     |
| 8     | 5 a 9   | 8     |
| 8     | 0 a 4   | 12    |

## Economia
El 2007 la població en edat de treballar era de 292 persones, 229 eren actives i 63 eren inactives. De les 229 persones actives 224 estaven ocupades (113 homes i 111 dones) i 5 estaven aturades (3 homes i 2 dones). De les 63 persones inactives 39 estaven jubilades, 12 estaven estudiant i 12 estaven classificades com a «altres inactius».

### Ingressos
El 2009 a Barges hi havia 163 unitats fiscals que integraven 458 persones, la mediana anual d'ingressos fiscals per persona era de 22.544 €.

### Activitats econòmiques
Dels 17 establiments que hi havia el 2007, 8 eren d'empreses de construcció, 3 d'empreses de comerç i reparació d'automòbils, 1 d'una empresa de transport, 2 d'empreses d'hostatgeria i restauració, 2 d'empreses de serveis i 1 d'una empresa classificada com a «altres activitats de serveis».
Dels 8 establiments de servei als particulars que hi havia el 2009, 1 era un taller de reparació d'automòbils i de material agrícola, 4 paletes, 1 guixaire pintor i 2 restaurants.
L'únic establiment comercial que hi havia el 2009 era una adrogueria.
L'any 2000 a Barges hi havia 6 explotacions agrícoles.

## Equipaments sanitaris i escolars
El 2009 hi havia una escola elemental integrada dins d'un grup escolar amb les comunes properes formant una escola dispersa.

## Poblacions més properes
El següent diagrama mostra les poblacions més properes.